# Gressoney-La-Trinité
Gressoney-La-Trinité (walserdeutsch Greschòney Oberteil) ist eine italienische Gemeinde im Aostatal.

## Lage und Daten
Die Gemeinde zählt 320 Einwohner (Stand 31. Dezember 2023).
Sie besteht aus den Ortsteilen (ital. Frazioni, frz. Hameaux) Sannmatto (Sandmatten), Tache, Ònderemwoald, Òndre Eselbode, Òbre Eselbode, Rèfetsch, Stòtz, Nétschò, Collete Sann, Ejò, Gòver, Stéde, Òrsio, Fòhré, Engé, Tschòbéschhus, Bédémie, Tschòcke, Montery, Gabiet, Héché, Selbsteg, Ònder Bät, Òber Bät, Biel, Tòlo, Wòaldielé, Anderbät, Stafal, Tschaval, Òbrò Dejelò, Òndro Dejelò.
Sie liegt im Lystal und gehört der Union der Aostataler Walsergemeinden an. Die Nachbargemeinden sind Alagna Valsesia (VC), Ayas, Gressoney-Saint-Jean, Riva Valdobbia (VC), Zermatt (CH-VS).

## Sprache und Geschichte
Die Gemeinde weist eine walserische Bevölkerung auf und ist demzufolge traditionell deutschsprachig. Auf Walserdeutsch nennt man das Gemeindeterritorium Oberteil, das Zentrum en de Tache.